# Leptostylus arciferus
Leptostylus arciferus es una especie de escarabajo longicornio del género Leptostylus, categorizada en la tribu Acanthocinini, de la subfamilia Lamiinae. Fue descrita por Gahan en 1892.

## Descripción
Mide 9-10 mm de longitud.

## Distribución
Se distribuye por México.